# French Open 2014 – čtyřhra vozíčkářek
Obhájcem titulu soutěže čtyřhry vozíčkářek na pařížském French Open 2014 byla druhá nasazená dvojice Jiske Griffioenová a Aniek van Kootová z Nizozemska.
Soutěž vyhrál nejvýše nasazený japonsko-britský pár složený z 20leté Jui Kamidžiové a 21leté Jordanne Whileyové, které ve finále porazily turnajové dvojky Griffioenovou a van Kootovou. Poté, co si obě dvojice rozdělily úvodní dva sety poměrem 7–6 a 6–4, rozhodl o vítězkách až supertiebreak dvoubodovým rozdílem [10–8].
Obě šampiónky tak získaly premiérový titul z Roland Garros, a po lednové trofeji na Australian Open 2014, druhý grandslamový z deblové soutěže. Do žebříčku okruhu NEC Tour si každá z nich připsala 800 bodů a dvojice si rozdělila prémii 7 000 eur.

## Nasazení párů
1. Jiske Griffioenová /  Aniek van Kootová (finále)
2. Jui Kamidžiová /  Jordanne Whileyová (vítězky)

## Pavouk
| Legenda                                                       |                                                                        |                                                   |
| - Q – kvalifikant - WC – divoká karta - LL – šťastný poražený | - Alt – náhradník - SE – zvláštní výjimka - PR/SR – žebříčková ochrana | - w/o – bez boje - r – skreč - d – diskvalifikace |

|  | Semifinále | Semifinále                           | Semifinále                        | Semifinále | Semifinále |                                      |                                            | Finále | Finále | Finále | Finále | Finále |
|  |            |                                      |                                   |            |            |                                      |                                            |        |        |        |        |        |
|  | 1          | Jiske Griffioenová Aniek van Kootová | 7                                 | 6          |            |                                      |                                            |        |        |        |        |        |
|  |            | Marjolein Buisová Charlotte Faminová | 5                                 | 2          |            |                                      |                                            |        |        |        |        |        |
|  |            | Marjolein Buisová Charlotte Faminová | 5                                 | 2          | 1          | Jiske Griffioenová Aniek van Kootová | 63                                         | 6      | [8]    |        |        |        |
|  |            |                                      |                                   |            |            | Jiske Griffioenová Aniek van Kootová | 63                                         | 6      | [8]    |        |        |        |
|  |            | 2                                    | Jui Kamidžiová Jordanne Whileyová | 7          | 3          | [10]                                 |                                            |        |        |        |        |        |
|  |            | 2                                    | Jui Kamidžiová Jordanne Whileyová | 7          | 3          | [10]                                 | Sabine Ellerbrocková Kgothatso Montjaneová | 6      | 3      |        |        |        |
|  |            |                                      |                                   |            |            |                                      | Sabine Ellerbrocková Kgothatso Montjaneová | 6      | 3      |        |        |        |
|  | 2          | Jui Kamidžiová Jordanne Whileyová    | 78                                | 6          |            |                                      |                                            |        |        |        |        |        |